# Approssimazione orbitalica
L'approssimazione orbitalica è un'approssimazione usata per risolvere l'equazione di Schrödinger che comporta una notevole semplificazione.
Nell'approssimazione orbitalica ogni elettrone viene considerato singolarmente come appartenente ad un atomo idrogenoide e la carica nucleare Ze, carica che viene utilizzata per calcolare il termine relativo all'energia potenziale da inserire nell'equazione di Schrödinger, viene corretta utilizzando la carica nucleare efficace Zeff. Quindi la forma semplificata della funzione d'onda, utilizzata per descrivere un atomo polielettronico, diviene una funzione del tipo {\displaystyle \Psi =\Psi (n_{1})\Psi (n_{2})\Psi (n_{3})\cdots \Psi (n_{x})}.
Questa approssimazione è molto sfruttata nella chimica quantistica.